# Tanne, Harz
Tanne là một đô thị thuộc huyện Harz, bang Sachsen-Anhalt, Đức. Đô thị Tanne, Harz có diện tích 27,8 kilômét vuông, dân số thời điểm ngày 31 tháng 12 năm 2006 là 670 người.